# Histoire du droit des sûretés en France
Pour un article plus général, voir Droit français des sûretés.
Cet article présente une histoire des origines du droit des sûretés en France.

## Introduction
La vie en société introduit dans les relations humaines une nécessaire dimension temporelle, dans leurs échanges les hommes découvriront vite les limites de l’immédiateté. Toutes les conventions ou transactions ne peuvent recevoir une exécution complète dans l’instant même où elles sont conclues. Il faut dès lors aux parties songer nécessairement à garantir leurs obligations réciproques
«Quel est donc le premier soin de deux personnes qui traitent ensemble ? Assurer l’exécution de leurs engagements. Le contrat suppose l’intention et contient la promesse de les remplir ; mais la promesse n’est pas toujours sincère, et les moyens peuvent ne pas répondre à l’intention. Concilier le crédit le plus étendu avec la plus grande sûreté, voilà le problème à résoudre» Dans son discours d’exposé des motifs du titre XVIII, livre III, du futur Code civil, lors de la séance du 24 ventôse an XII, le conseiller d’État Jean-Baptiste Treilhard (1742-1810) avait parfaitement résumé la problématique du droit des sûretés. Pour autant, il avait fallu deux mille ans pour aboutir au système encore imparfait du Code civil.

## La Grèce et le monde Romain: La découverte des sûretés

### La Grèce: du gage à l'hypothèque
Le moyen le plus simple pour garantir les droits du créancier fut de lui remettre l’objet convenu pour sûreté du crédit obtenu et longtemps on ne sut que donner en gage des choses susceptibles d’une remise effective, c’est-à-dire des objets mobiliers.
« Mais l’ambition des hommes estant augmentée à faire de grandes entreprises, & contracter de plus grandes debtes, il fallut mettre la main aux héritages, & les engager aussi bien comme les meubles »
La remise d’immeuble au titre de gage était trop équivoque et trop incertaine pour procurer au créancier une sécurité suffisante, d’autant que le défaut de publicité à l’égard des tiers demeurait source de fraudes potentielles, à tout le moins d’erreur.
Aussi, la première idée fut de remettre au créancier l’immeuble sous condition de retour dès que le débiteur se serait libéré de sa dette. On arrive ainsi à la vente « sub pacto fiduciae » du droit romain qui deviendra la vente sous réméré ou sous faculté de rachat dans le droit français.
Avec le temps plusieurs inconvénients apparurent, en premier lieu la question de la proportionnalité du gage et de la créance ; pour une seule créance quel qu’en soit le montant, le débiteur perdait tout un immeuble, supportait les frais de mutation et la fiscalité y afférent et, le nouveau propriétaire précaire n’y ayant aucun intérêt véritable, le débiteur voyait le plus souvent son bien dépérir, faute d’entretien ou en raison d’un usage du bien privilégiant le court terme.
Remédier à cet inconvénient lourd en ajoutant au dispositif une clause de relocation immédiate au bénéfice du débiteur ne pouvait régler le problème, si en effet le débiteur pouvait continuer à entretenir son bien, il n’y avait plus de publicité à l’égard des tiers qui ne pouvaient qu’ignorer le nouveau titre en vertu duquel le propriétaire apparent exerçait son droit.
L’antichrèse, qui prévient cet inconvénient en accordant au créancier la seule possession de l’immeuble, ne s’avéra pas davantage satisfaisante, outre qu’elle ne réglait pas la question de la proportionnalité du gage et de la créance, elle ne correspondait pas aux besoins des préteurs qui le plus souvent n’avaient, ni les moyens, ni le désir, de mettre en valeur le bien pour en recueillir les fruits.
Il fallut bien trouver une autre solution, on découvrit l’abstraction : « Alors, au lieu de remettre les immeubles en la possession réelle du créancier, à titre de gage, on en vint à feindre seulement de les lui remettre, à les lui engager par simples paroles ; en telle sorte que le débiteur restait toujours saisi de l’immeuble, et celui-ci n’avait droit de exiger la remise ou le délaissement effectif qu’à défaut de paiement au bout du terme.»
L’hypothèque était née.
Dès le départ l’hypothèque repose sur deux principes fondamentaux, la spécialité et la publicité.
Rapidement le respect de ces principes devint difficile. Comment empêcher le débiteur peu scrupuleux de donner en gage le même immeuble à un second créancier, voire comment l’empêcher de le vendre et d’en encaisser le prix sans désintéresser le créancier hypothécaire ?

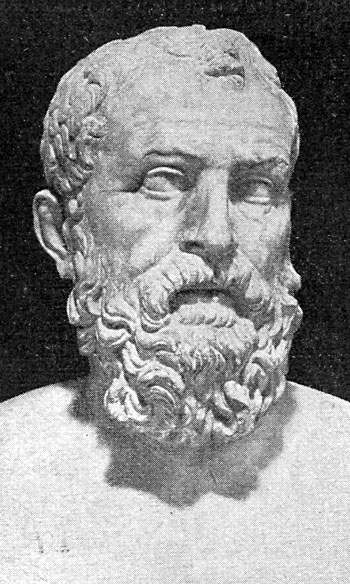
Solon (640 - 548 av. J.-C.)

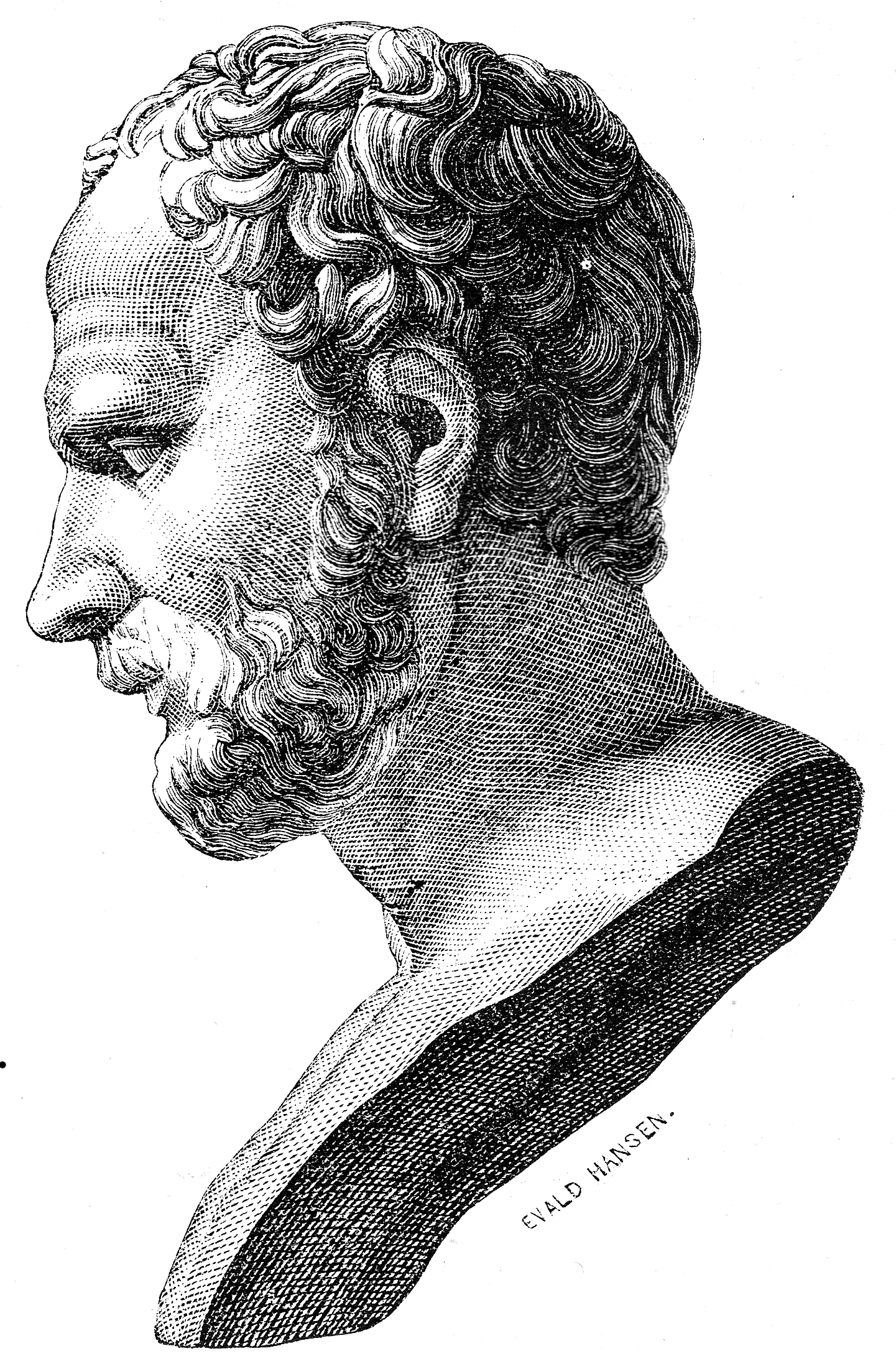
Demosthène (384 – 322 av. J.-C.)

La première idée fut d’apposer sur le fond hypothéqué une marque physique, visible aux yeux de tous, ce seront les piquets ou poteaux avec un écriteau indiquant l’hypothèque.
Ce système connaîtra, lui aussi, vite ses limites, en premier lieu ces marques demeurent fragiles et peuvent être facilement déplacées ou enlevées, l’information des créanciers n’est donc pas sure, en second lieu dès que les besoins du crédit prendront, notamment dans l’Empire romain des dimensions bien plus importantes, ce système, qui pouvait peut-être convenir à une cité de la taille d’Athènes, s’avéra totalement inapproprié.
Dans sa Vie de Solon, Plutarque rapporte qu’il se félicitait, dans ses écrits, d’avoir fait disparaître les poteaux plantés sur les héritages et d’avoir rendu toute cette terre libre.
Cette indication n’a de valeur que pour attester l’existence de ce dispositif dès le VIe siècle av. J.-C. ; en effet cette mesure ne visait pas à supprimer le système de publicité de l’hypothèque, mais à purger les dettes existantes.
Cet épisode fut l’occasion d’un des premiers scandales financiers ; en effet Solon aurait eu l’imprudence de s’ouvrir de ce projet à trois de ses amis, leur ayant dit qu’il abolirait les dettes mais ne toucherait pas aux terres, les trois intéressés empruntèrent des sommes considérables qu’ils investirent immédiatement dans de grands fonds de terre.
À Athènes, ce système, survivra à Solon comme en témoignent divers passages des plaidoyers de Démosthène.
Ainsi dans le Plaidoyer contre Spudias, il est indiqué que Polieucte, avant de mourir, s’est reconnu débiteur de dix mines envers l’époux de sa seconde fille et, en sûreté de cette dette a hypothéqué sa maison et qu’à cet effet il a ordonné qu’on y attachât la marque ordinaire de l’hypothèque. Dans le plaidoyer contre Phenippe, pour constater l’état réel de sa fortune, Démosthène fait état d’une descente sur son domaine de Cythère où l’on a vu qu’il n’y avait aucun poteau ou écriteau.
Mais en Grèce même, l’hypothèque, telle que « publiée » dans sa conception initiale, ne résistera pas longtemps au désir de confidentialité des emprunteurs et aux multiples inconvénients que présentait un dispositif aussi peu sûr, facilitant les fraudes et les abus.
Ce dispositif ne donnait en fait aux créanciers qu’une garantie illusoire, dès lors qu’ils avaient affaire à des emprunteurs de mauvaise foi, en l'absence d’une organisation apte à préserver le système et faire vivre ses principes fondateurs en garantissant la sécurité juridique des opérations

### Rome: Vers l'hypothèque générale et occulte
Les Romains reprendront cependant l’hypothèque et son dispositif de publicité pendant toute la république et les premiers temps de l’empire.

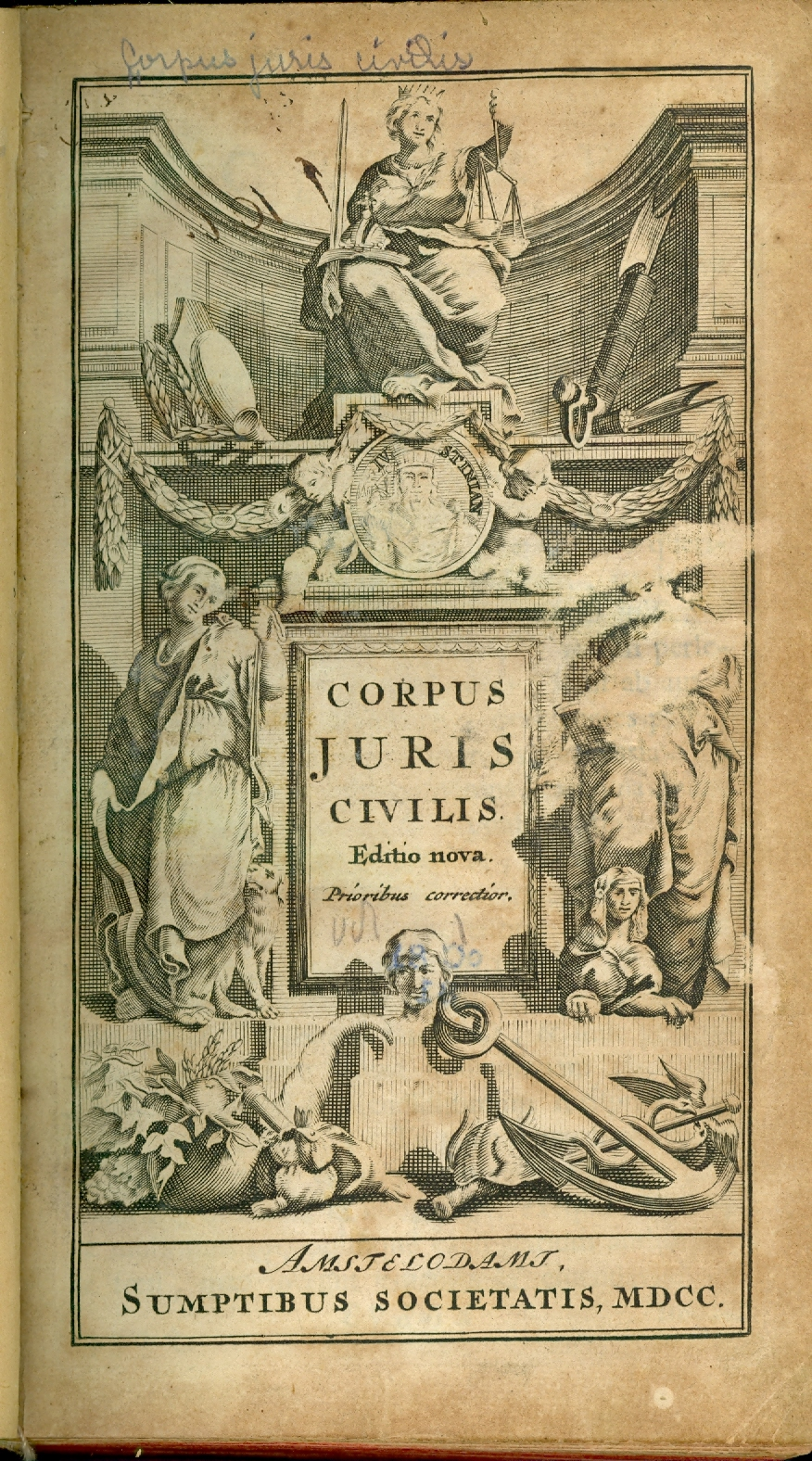
CORPUS JURIS CIVILIS (Amsterdam, 1700

Mais est attachée à l’inscription de l’hypothèque sur son bien une marque de déshonneur, aussi bien, dans plusieurs textes du Digeste, cette marque ne pouvait être apposée sur le bien par le créancier sans autorisation du juge. « Que personne n'ait la témérité de suspendre l'étendard impérial sur les propriétés de quelqu'un, ou de les désigner comme propriétés du prince, sans y être autorisé par le juge compétent, quelle que soit la personne qui les possède et quel que soit son titre, peu importe qu'il n'en soit pas le propriétaire, qu'il s'en soit mis injustement en possession, ou qu'il s'en soit emparé témérairement »
Progressivement, l’usage de telles marques tomba en désuétude, il fut même interdit par plusieurs empereurs ; il demeura seulement permis d’apposer des affiches sur les fonds saisis par autorité des magistrats.
Ces décrets des empereurs Théodose et Valentinien, montrent bien que le pouvoir de contestation des vendeurs connait de fortes limites.
C’est l’époque de la constitution des grandes latifundia, elle ne met pas simplement en présence un vendeur et un acheteur, mais un fort contre un faible, un notable contre un homme ruiné par les guerres ou ses héritiers. Au mépris de la loi Licinia, dont parle Cicéron, qui avait pour objet de limiter la taille des propriétés individuelles en empêchant les magistrats et leurs familles de s’enrichir aux dépens de plus faibles, c’est la loi du plus fort qui finit par prévaloir et le possesseur n’a plus à justifier de son titre.
Si au départ l’hypothèque ne pouvait porter que sur les biens que le débiteur avait au moment de la convention, il fut ensuite permis d’hypothéquer sur ses biens futurs et à venir
L’hypothèque volontaire du droit romain enfin, se constituait par simple convention écrite ou non écrite des parties. Mais lorsqu’il y avait concours entre plusieurs créanciers, celui qui détenait un titre public, ou un acte privé revêtu de la signature de trois témoins dignes de foi, obtenait la préférence sur celui qui n’avait pas de titre.
Au milieu de ce maquis d’hypothèques conventionnelles, judiciaires et légales qui se croisaient et souvent se détruisaient mutuellement, le législateur romain reconnut que plusieurs droits particulièrement favorables étaient compromis, primés qu’ils étaient par des hypothèques ordinaires.

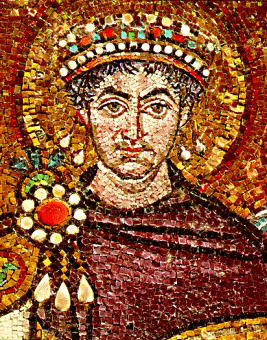
Justinien, mosaïque de la Basilique San Vitale de Ravenne, avant 547

Ainsi, la femme mariée pour sa dot, les mineurs ou interdits, avaient un privilège général, de plein droit sur l’ensemble des biens du mari, de leur tuteur ou curateur selon le cas.

Mais d’autres privilèges, spéciaux, ne trouvaient à s’appliquer que sur certains biens du débiteur, pour certaines dettes spécifiques. 
Bref on ajouta de la complexité à la complexité, dans le conflit de toutes ces sûretés, privilégiées ou non, judiciaires, tacites ou conventionnelles, toutes occultes et portant sur tous les biens du débiteur (sauf les privilèges spéciaux), le créancier se trouvait dans une situation d’incertitude et d’obscurité qui ne pouvait rester sans conséquences.Justinien chercha à pallier partie de ces inconvénients en admettant l’exception de discussion ou encore en abrégeant la prescription en faveur du tiers possesseur de biens hypothéqués ; mais ces expédients, ne purent suffire.
On vit rapidement les stellionats se multiplier, rien n’empêchant les propriétaires de vendre comme biens libres des biens déjà grevés d’hypothèques.
Cette situation ne pouvait qu’engendrer une méfiance grandissante sur toutes les transactions immobilières. Aussi dans presque tous les contrats, les Romains firent appel à des cautions, les « secundos auctores et confirmatores » ou encore prévoyaient au contrat d’obliger le vendeur à rendre à l’acquéreur évincé, le double du prix.
Il reste, néanmoins, que les lois romaines n’offraient à l’acheteur aucun moyen de purger les hypothèques qui pouvaient grever de manière invisible le bien acquis et qu’il ne disposait d’aucune ressource pour se prémunir, dans l’hypothèse d’éviction, en cas d’insolvabilité de son vendeur ou des fidéjusseurs.
Ces dispositifs aggravaient sensiblement le coût des opérations immobilières pour les parties. Les taux des prêts immobiliers très élevés, comme la dépréciation des biens vendus en furent les secondes conséquences.
En définitive ce système portait tort à toutes les parties, car pour se protéger des incertitudes qui entouraient les opérations projetées, acquéreurs et créanciers imposaient aux propriétaires et débiteurs des conditions de plus en plus draconiennes.
À ces inconvénients qui tiennent au caractère occulte de l’hypothèque, vinrent s’ajouter ceux qui tenaient au défaut de spécialité, faute de pouvoir proportionner le gage à la dette, dès qu’un débiteur avait une dette, quel qu’en soit le montant et quelle que soit l’importance de son patrimoine, il n’avait plus de crédit, toutes les garanties qu’il pouvait consentir à l’avenir étaient dévaluées car n’étant plus qu’hypothèques de second ou troisième rang.
Le créancier de son côté n’avait qu’une garantie diffuse sur un patrimoine dont l’étendue et la nature lui était mal connue, aussi bien, à la moindre saisie, quel que soit le montant de la créance, même en cas de vente volontaire ou forcée d’un des immeubles du débiteur, tous ses créanciers venaient en concours pour être payés sur le prix. Autant de complications qui absorbaient, sans profit pour les créanciers, la plus grande partie du gage lui-même.
Pour y remédier, il fallut inventer des procédures longues et coûteuses pour parvenir à purger les hypothèques et permettre la vente dans des conditions normales.
Les anciennes saisies réelles, les décrets volontaires ou forcés et les purges d’hypothèques inscrites et non inscrites que l’on retrouve dans le droit d’Ancien Régime en sont directement issus.
De fait l’empire s’achève sur cette conception de l’hypothèque générale et occulte, qui n’offrait à personne les garanties indispensables à la sérénité des relations d’affaires, et c’est pourtant, en matière de droit des sûretés, cet héritage que les législateurs à venir devront assumer.

## L'ancien droit français: «Usances et Coustumes»
Le royaume de France est le produit d’influences diverses et souvent antinomiques, il n’est pas étonnant que sur le plan du droit cela ait abouti à « un mélange incohérent des lois romaines avec les diverses coutumes qui se formèrent dans les contrées de la France, pendant les premiers siècles de la monarchie, et surtout sous les premiers rois de la troisième dynastie »

### Des grandes invasions à Charlemagne

La division de la Gaule en 481

Les nouveaux conquérants, Francs et Germains du Ve siècle avaient leurs lois propres, issues du droit germanique, mais ils ne contraignirent pas les habitants des pays conquis à s’y soumettre et les laissèrent vivre selon la loi romaine : « C'est un caractère particulier de ces lois des barbares, qu'elles ne furent point attachées à un certain territoire : le Franc était jugé par la loi des Francs, l'Allemand par la loi des Allemands, le Bourguignon par la loi des Bourguignons, le Romain par la loi romaine ; et, bien loin qu'on songeât dans ces temps-là à rendre uniformes les lois des peuples conquérants, on ne pensa pas même à se faire législateur du peuple vaincu ». Les Germains appartenaient à des peuples libres et indépendants et quand ils furent amenés à se réunir face au danger romain « l’indépendance resta encore »».
Ce particularisme n’était pas fait pour simplifier les choses. « On trouve cet usage établi dans les formules de Marculf, dans les codes des lois des barbares, surtout dans la loi des Ripuaires, dans les décrets des rois de la première race, d'où dérivèrent les capitulaires que l'on fit là-dessus dans la seconde. Les enfants suivaient la loi de leur père, les femmes celle de leur mari, les veuves revenaient à leur loi, les affranchis avaient celle de leur patron. Ce n'est pas tout : chacun pouvait prendre la loi qu'il voulait ; la constitution de Lothaire 1er exigea que ce choix fût rendu public. »
Avec le temps, ayant assimilé la langue et la culture des pays conquis, les rois des peuples conquérants firent rédiger, à l’image des romains, le corps des lois qu’ils suivaient, qui sur bien des points reprenaient des éléments du droit romain.

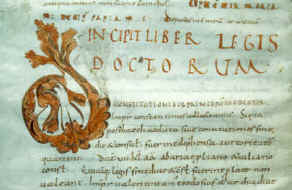
Bréviaire d'Alaric conservé à l'Université d'Auvergne (Clermont I), France

Ainsi tant dans la loi des Burgondes (vers 501-502) que dans le Bréviaire d’Alaric (506) les emprunts au droit romain sont significatifs, pour autant ces lois étaient personnelles. Wisigoths, Burgondes et Gallo-Romains qui cohabitaient, conservèrent des mœurs et des lois distinctes qui engendrèrent cette espèce de droit civil appelé droit personnel ou loi personnelle par opposition au droit territorial.
Chacun de ces codes contient un titre « de pignoribus » relatif aux sûretés, pour autant il semble bien que dans les faits les peuples germaniques ne pratiquaient que le gage mobilier et non l’hypothèque.
Dans le monde germanique, comme au demeurant chez les Gaulois d’avant la conquête romaine, la propriété est avant tout collective et lignagère. Si la propriété individuelle existe bien, c’est certes un droit réel, l’alleu, mais c’est surtout le droit d’une personne sur une chose.
Cette personnalisation est à relier à la tradition orale de ces peuples qui ne maitrisaient pas l’écriture et lui substituaient une symbolique juridique très forte qui marquera très profondément l’ancien droit français, notamment avec l’importance des procédures dans la mise en œuvre de chaque coutume qui conduira au formalisme de nos procédures et la force donnée à l’acte authentique avec la place qui en découle pour le notaire qui apparaîtra à la fin du Moyen Âge.
Charlemagne, bien qu’ayant réuni tous ces peuples dans son empire, ne changera rien à ces lois personnelles et si la nouvelle édition de la Loi Romaine de Charlemagne avait bien un titre spécial de pignoribus, il ne contenait que deux articles, tout à fait secondaires, par rapport au droit des sûretés.
Le droit n’est plus qu’«usances ou coustumes», mélange de ce qui s’était conservé dans chaque contrée des usages des anciens Gaulois, des lois romaines, des lois et usages des Francs et autres peuples d’origines germaniques, des capitulaires mérovingiens et carolingiens et des règles particulières données par les seigneurs aux habitants des territoires qu’ils contrôlent.

### Le Moyen Âge central
Entre les Xe et XIIIe siècles, les temps sont peu propices à un développement d’une culture juridique. L’empire de Charlemagne s’est disloqué, le nouveau royaume de France doit faire face, après les arabes, aux vagues d’invasions des Vikings. Durant tout le Xe siècle, le pouvoir royal s’affaiblit, celui des anciens comtes progresse et se tisse un nouveau tissu de relations sociales. Ces liens personnels, comme ceux issus de la loi salique des Francs de Clovis, unissent très fortement les personnes entre elles et au roi, elles marqueront très profondément l’ancien droit français La terre donnée en usufruit viager devient la base de tout système de relation. Le fief, qui confond maintenant honneurs et bénéfices, est la cause du serment par lequel on devient l’homme d’un autre homme, qui prend le nom d’hommage

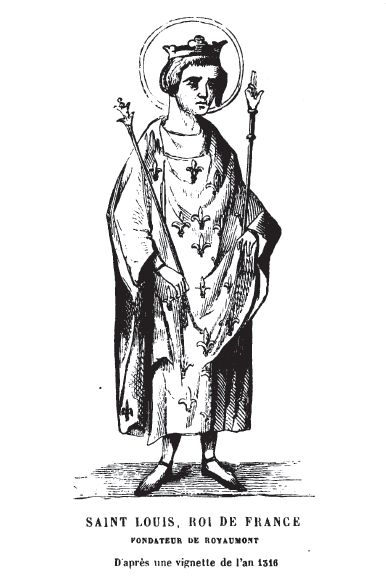
Louis IX, devenu Saint-Louis, d'après une vignette de 1316. C'est l'unique représentation du roi que l'on peut juger fidèle, d'après les recherches de l'abbé Henri Duclos : toutes les autres releveraient de la pure invention.

Il reste difficile de savoir ce qui se pratiqua réellement en matière de gages et d’hypothèque entre les Xe et XIIIe siècles, faute de sources écrites suffisantes.
Il est cependant assuré que le besoin existait, dès le début du XIIIe l’on retrouve, en effet, des traces dans diverses ordonnances royales de dispositions touchant au doit des suretés.
Ainsi dans une Ordonnance de février 1218, Philippe Auguste interdit aux juifs de ses domaines de recevoir en gage, des ornements d’église, des ustensiles ou animaux de labourage
Les «Establissemens » de Saint Louis de 1270, constituent le premier code de cette période, c’est une compilation de certaines lois de ses prédécesseurs, de dispositions que Louis IX avait prises antérieurement :
Le livre I dans son chapitre CXVIII « De requerre son pleige & comment l’on en doit ouvrer » » p. 206 et 207 nous apprend que dès cette époque l’exception de discussion était admise en faveur des cautions et que le droit de l’empereur Justinien était la loi commune du royaume de France.

Plus tard en mars 1303, dans une ordonnance donnée à Clermont, Philippe IV, Le Bel reconnait également au tiers détenteur de bonne foi, l’exception de discussion, si le débiteur principal à des biens sur lesquels le créancier évincé puisse se pourvoir. 

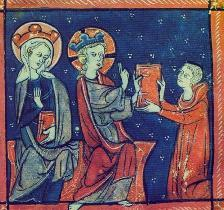
Philippe de Beaumanoir (1250-1296) remettant symboliquement son ouvrage terminé au Christ et à la Vierge.

À partir de la fin du XIII et jusqu’au début du XVe siècle, trois ouvrages majeurs de juristes balisent cette période et confirment ce recours au droit romain, mâtiné de droit coutumier.
Le plus ancien est « Le conseil que Pierre de Fontaines donna à son ami» que l’on peut dater des années 1253-1255, c’est un juriste qui sera parmi les plus proches conseillers de Louis IX pour la rédaction des Establissemens, dont il a certainement fortement influencé le contenu.
Bailly du Vermandois, au moment de la rédaction de son ouvrage, De Fontaines ne cherche pas à soumettre la coutume et plus largement le droit féodal au droit romain mais davantage à appliquer à ces doctrines les lois romaines : « Plus certainement ne te puis respondre que par loi, puisque nostres usages s’accorde à lui». Aussi les trois chapitres qu’il consacre au « pleige » sont-ils fortement imprégnés du droit coutumier des pays de nantissement. Il cherche avant tout à réguler le droit féodal pour le rendre, grâce au Digeste et au Code Justinien plus conforme à l’équité.
La plus célèbre de ces compilations reste les Coutumes de Beauvaisis (1283), Philippe de Beaumanoir, Bailli de Beauvais et Senlis, jurisconsulte français qui pour Montesquieu est la lumière de son temps, on trouve par exemple une procédure permettant aux cautions de faire vendre les biens du débiteur principal absent qui les aurait laissés dans l’embarras. Pour Montesquieu, De Fontaines et Beaumanoir, « Leur objet était plutôt de donner une pratique judiciaire que les usages de leur temps sur la disposition des biens ; mais tout s’y trouve, et quoique ces auteurs particuliers n’eussent d’autorité que par la vérité et la publicité des choses qu’ils disaient, on ne peut douter qu’elles n’aient beaucoup servi à la renaissance de notre droit français »
Une centaine d’années plus tard, un peu après 1400,Jehan Bouteiller, Conseiller au Parlement, publie sa Somme Rural les premières éditions imprimées datent des années 1486 -1488
L’ouvrage est le premier à s’étendre un peu plus longuement sur le droit des suretés. Si Bouteiller exalte dans son ouvrage la suprématie du pouvoir royal, il se montre dans ses approches, sur le terrain de la pratique, davantage juriste de la féodalité.
Il renonce, pour la noblesse, à la souveraineté politique et reconnait dans la personne du monarque la source suprême de la loi et de la justice, mais il n’abdique le pouvoir législatif qu’aux prix d’une défense sans faille des privilèges féodaux relatifs à la propriété du sol et à la domination des classes inférieures, il ne répudie rien des droits de la noblesse et sur ce plan oppose au droit romain le droit coutumier.

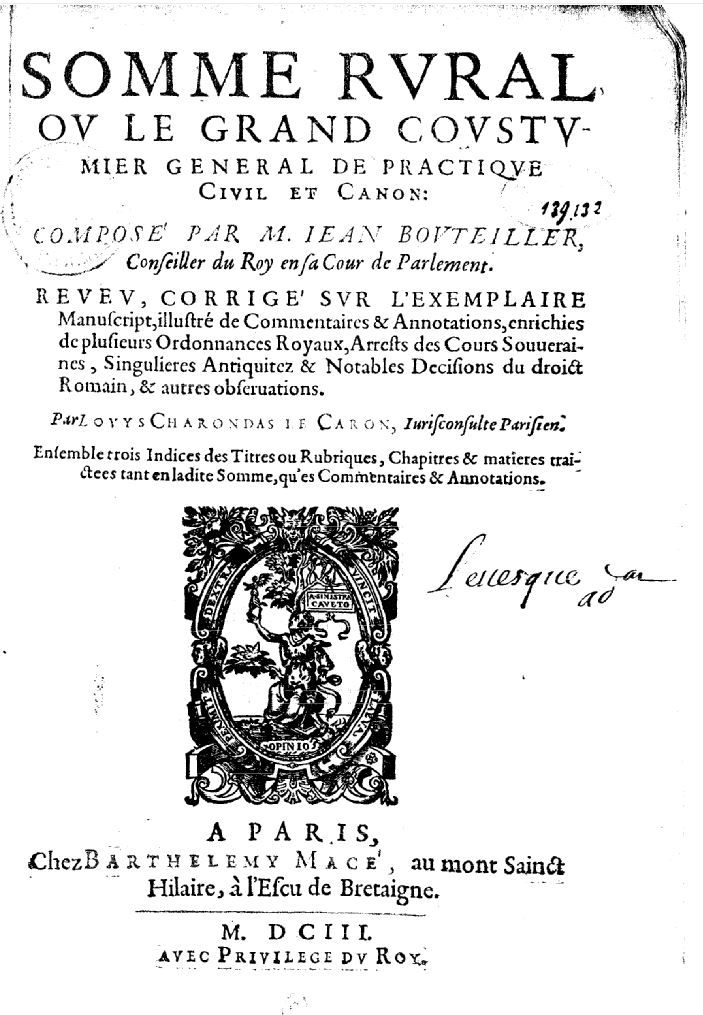
Jean Boutillier -Somme Rural - Page de tête de l'édition de 1603 annotée par Louys Charondas de Caron, jurisconsulte parisien - à Paris, Chez Barthélemy Macé

Il reconstruit l’édifice féodal des institutions de la France et représente la pensée féodale protestant contre l’émergence de la bourgeoisie marchande et des juristes.
Entre Beaumanoir et Jean Bouteiller plus qu’un siècle, il y a sur le terrain des idées tout un monde nouveau qui désormais les sépare, « un monde de la lettre de change s’est constitué dont Lyon et les principales villes commerçantes françaises ne sont que des parties. Un monde que dominent quelques centaines de maisons et qui s’étend partout où règnent les grandes affaires. Un monde où le patronyme fait foi… les solidarités étroites et complexes »
Des associations de marchands se forment, les hanses, surtout mais pas seulement la Ligue Hanseatique des villes du nord de l'Europe, dépassent rapidement le simple regroupement de marchands travaillant en commun pour assurer la sécurité de leurs échanges et la défense de leurs privilèges et jouent un rôle politique de plus en plus important, les marchands deviennent bourgeois, la royauté qui cherche à asseoir l'unité du Royaume, au prix de conflits perpétuels avec les grands vassaux, va s'appuyer sur cette classe sociale naissante; les villes obtiennent des libertés de plus en plus étendues, les villes de foires amènent un mouvement des hommes, des marchandises et avec lui nait le besoin d'outils financiers nouveaux pour sécuriser les mouvements de capitaux, mais aussi faciliter le crédit.
Bouteiller cherche à concilier ce monde avec le droit féodal, lorsque dès le préambule de son ouvrage, il pose que les sources du droit sont, le droit naturel, « le droict de franchise et de liberté, par le moyen duquel, tout homme et femme et tous animaux…sont de nature, qu’un chacun de soy peut user franchement de sa condition; le droit écrit « noble constitution des loix qui sont faites et passées par les Empereurs » [dont] « les loix données… sont appelées droit civil», le droit non écrit « coustume en païs coustumier tenuë et gardée notoirement, et equipolle à la loy par l’approbation des anciens du pays». Mais, dans ce droit non écrit, il distingue le droict haineux, celui qui est contraire au droit écrit, dudroict commun qui s’accorde au droit écrit ou à tout le moins ne lui déroge pas.
Dans son ouvrage Bouteiller présente scrupuleusement toutes les procédures existantes, mais les passe au crible de sa conception du droit pour rattacher les coutumes particulières aux principes généraux du droit, expliquer le sens, combler les lacunes, résoudre les contradictions, et ramener autant que faire se peut, cette diversité de mesures vers l’unité du droit écrit. Il ne pose pas le postulat de la prééminence du droit romain, mais se borne en tête de chaque chapitre de rappeler les définitions et les règles du droit romain qui s’y rapportent. La coutume n’est plus dans son livre qu’une exception à une règle d’essence supérieure.
Le titre 35 de la Somme Rurale, consacre l’hypothèque et l’antichrèse – sous le nom de « mort-gaige ». L’hypothèque toutefois, concession au droit féodal, ne peut être constituée sans le consentement du seigneur de qui est tenu le bien. De même le créancier ne peut demander la remise du bien gagé qu’entre les mains du seigneur.
Cette synthèse ne se fera pas sans une certaine déformation tant de la coutume que du Corpus juris civilis, mais elle fait de Bouteiller le premier juriste de l’époque moderne. Son œuvre aura un fort retentissement, bien au-delà de la France et connaitra plusieurs rééditions jusqu’à la fin du XVIIIe.

### 1450-1560: La rédaction des coutumes
L'ordre de rédiger les coutumes est donné par le roi Charles VII (1422-1461), en avril 1453 avant Pâques, par l'ordonnance de Montils-lès-Tours; le roi veut que désormais ses sujets soient jugés rapidement, avec des références en droit claires et précises. C’est aussi, pour le Roi de Bourges un moyen de réaffirmer son autorité du monarque.

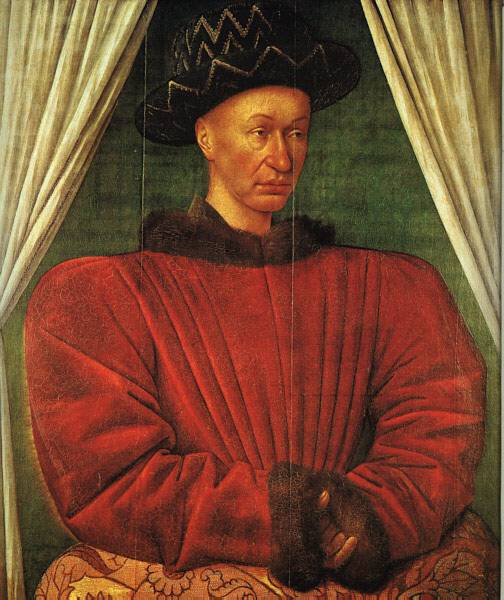
Portrait de Charles VII par Jean Fouquet (1420–1480)

La procédure, déterminée par le roi, prévoit que les coutumes seront accordées par les praticiens et les gens de chaque ordre des différents pays du royaume, mises en livres pour les faire voir et visiter par les gens de son conseil ou de son parlement, pour les décréter et confirmer de son autorité royale et pour que les juges s'y soumettent sans qu’on puisse en alléguer d’autres .
Ce travail de rédaction se poursuivit, avec divers aménagements des règles, sur la fin du XVe et la première moitié du XVIe siècle.
En matière d’hypothèques elle mit en lumière une conception globalement assez uniforme quant à la nature et aux effets de l’hypothèque, mais révéla des divergences profondes sur deux points importants :
- En premier lieu sur le mode de constitution de l’hypothèque, une ligne de partage se dessine entre les pays où :
  - L’hypothèque faisait l’objet d’un acte ou d’un procès-verbal qui lui donnait date certaine. Dans ces pays de nantissement, l’hypothèque était spéciale et publiée
  - Ceux au contraire, où tout contrat passé acte notarié, tout jugement emportant condamnation ou reconnaissance de dettes, emportaient constitution d’une hypothèque générale et occulte sur l’ensemble des biens présents et à venir du débiteur.
- En second lieu, trois régimes différents existaient en matière de purges[Note 8] :
  - Dans le Nord et tous les pays de nantissement, prévalait le système des lettres de purge,
  - En Bretagne on avait recours à l’Appropriance[Note 15]. Ce n’était pas à proprement parler un système de purges mais un moyen de consolidation du droit de propriété.
  - Dans le reste de la France la purge résultait des décrets ou ventes par autorité de justice, qui deviendront rapidement décrets volontaires

C’est à l’unification de ces systèmes épars et antagonistes que la monarchie absolue va devoir s’attacher à partir de la deuxième moitié du XVIe siècle.
À partir de la fin du XVIe, l'histoire du droit des sûretés réelles immobilières se confond avec celle de l'insinuation et l'émergence du statut de conservateur des hypothèques.
L'ensemble du droit des sûretés sera réorganisé dans le livre IV du Code civil par l'ordonnance du 23 mars 2006 relative aux sûretés.